# Velabrum

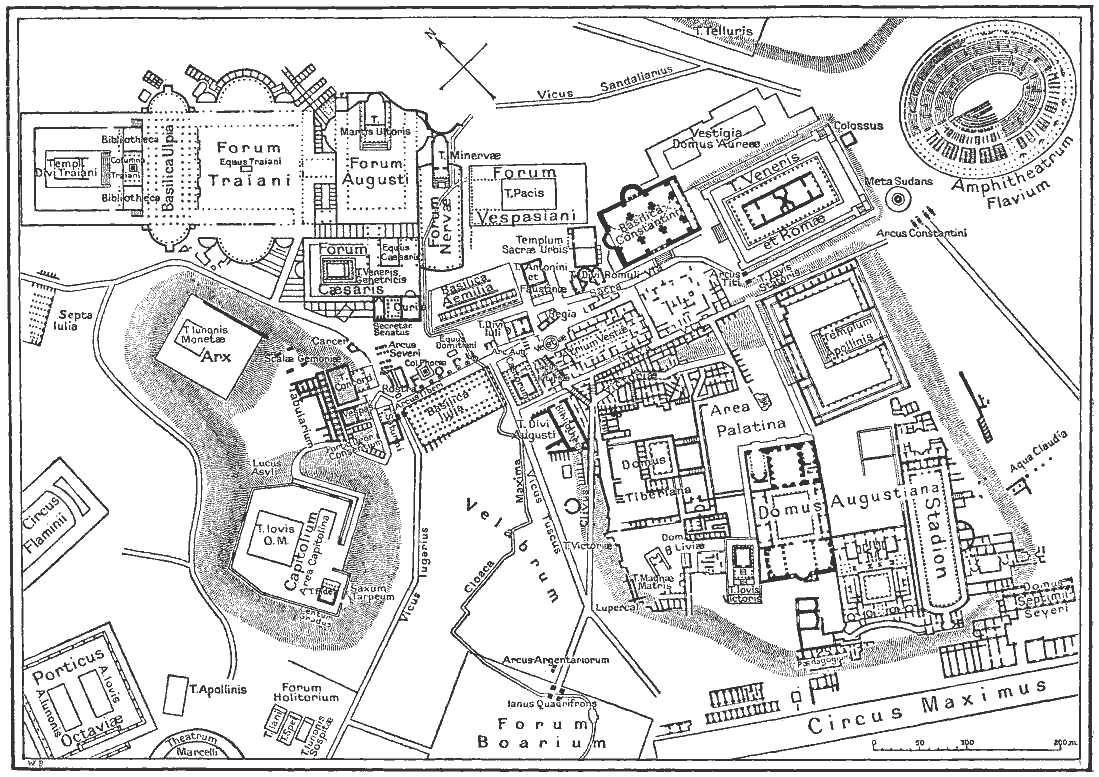
Karte Rom und Velabrum

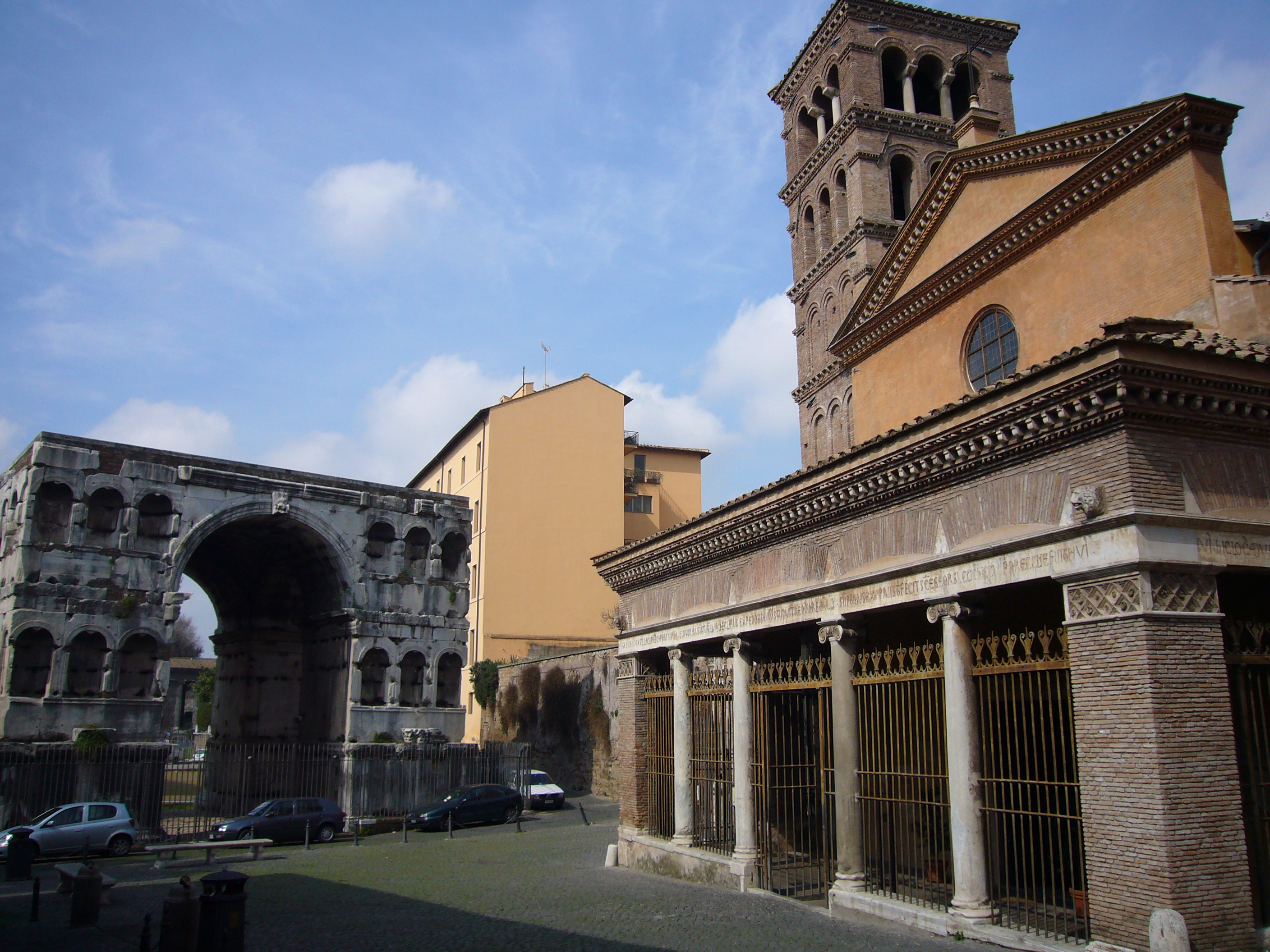
Janusbogen und die Kirche San Giorgio in Velabro

Velabrum war in der Antike der Name der ursprünglich sumpfigen Gegend in Rom, die zwischen dem Westabhang des Palatins und dem Kapitol lag und sich bis zum Tiber erstreckte.
In diesem Sumpf soll Faustulus die ausgesetzten Knaben Romulus und Remus gefunden haben. Ihr Korb wurde von der Strömung den Tiber entlang getrieben und im Velabrum von den Wurzeln eines Feigenbaumes aufgehalten. Dieser Ort ist einer der bedeutendsten Orte der Legenden über die Gründung Roms mit einem hohen Symbolgehalt.
Durch Errichtung der Cloaca Maxima wurde der Sumpf des Velabrum trockengelegt, aber immer noch von gelegentlichen Überschwemmungen des Tiber bedroht, bis das Bodenniveau nach dem Brand Roms unter Nero höher gelegt wurde. Die Gegend war ein belebtes Stadtviertel und diente unter anderem als Markt für Lebensmittel.